# Saint-Denis-sur-Scie
Saint-Denis-sur-Scie är en kommun i departementet Seine-Maritime i regionen Normandie i norra Frankrike. Kommunen ligger i kantonen Tôtes som tillhör arrondissementet Dieppe. År 2022 hade Saint-Denis-sur-Scie 663 invånare.

## Befolkningsutveckling
Antalet invånare i kommunen Saint-Denis-sur-Scie
| Referens: INSEE |